# Otto Schaden
Otto John Schaden (26 d'agost de 1937 - Chicago, 23 de novembre de 2015) fou un egiptòleg estatunidenc de pares austríacs. Director de les excavacions a la tomba d'Amenmesse (Amenmesse Tomb Project) de la Universitat de Memphis; també va treballar en la tomba d'Amenmese (KV10), a la zona principal de la Vall dels Reis, i va aclarir i va investigar les tombes KV23, KV24 i KV25, a la vall occidental.
El 8 de febrer de 2006 va anunciar, públicament, que el seu equip havia descobert la tomba KV63, tot i que la troballa s'havia fet el 10 de març de 2005. Es tracta d'un "amagatall" o cachette intacte, la primera tomba trobada a la Vall dels Reis des de la troballa de la tomba de Tutankhamon (KV62), per Howard Carter, el 1922.